# Área salvaje Sangre de Cristo
El área salvaje Sangre de Cristo (del inglés: Sangre de Cristo Wilderness) es un área salvaje, extensa y estrecha, que comprende  893,56 km² de la cordillera Sangre de Cristo, de los condados de Saguache y Custer del estado de Colorado, Estados Unidos. Algunas áreas más pequeñas se encuentran en los condados de Fremont, Alamosa y Huérfano. Toda el área salvaje se encuentra en tierra del Servicio Forestal de los Estados Unidos, en los bosques nacionales de San Isabel y Río Grande. El área salvaje tiene varios fourteeners (montañas de más de 14 000 pies de altitud) y bastantes thirteeners (montañas de más de 13 000 pies). La montaña Crestone Needle es una de las más altas y difíciles de escalar.
Los picos tenían un significado religioso y tradicional para los primeros colonos españoles de la región, de ahí el nombre. Las montañas con fallas y grandes elevaciones en el área salvaje Sangre de Cristo son geológicamente distintas de los Picos Españoles.
Este sitio es hogar de osos negros, pumas, alces y borregos cimarrones. Las áreas forestales se componen fundamentalmente de abeto y álamo. El área salvaje Sangre de Cristo es protegida por el Servicio Forestal de los Estados Unidos y el Servicio de Parques Nacionales.